# Бойова стеля
Бойова стеля (найбільша висота бойового застосування) літака — найбільша висота польоту, на якій він здатний, без втрати керованості і швидкості, виконувати горизонтальний маневр із деяким визначеним кутом крену.
Задача знаходження бойової стелі при заданому куті крену зводиться до розрахунку граничного усталеного розвороту з перевантаженням.
Для різних типів літаків застосовувані у визначенні бойової стелі кути крену різні, але частіше за все вони знаходяться в інтервалі 15—50°.